# Итаки (пролив)
Ита́ки, Ита́кский проли́в (греч. Στενό Ιθάκης) — пролив Ионического моря, разделяющий острова Кефалиния на западе и Итака на востоке. Длина пролива около 20 км, ширина от 4 до 6 км. Пролив судоходен, по нему проходит маршрут, соединяющий порты Сами и Фискардон. С обеих сторон на севере и юге пролив имеет выход в Ионическое море. В проливе имеется единственный остров — Даскалион (Астерис).